# Charlotte Valandrey
Charlotte Valandrey, właśc. Anne-Charlotte Pascal (ur. 29 listopada 1968 w Paryżu, zm. 13 lipca 2022 tamże) – francuska aktorka filmowa i telewizyjna. 
Laureatka Srebrnego Niedźwiedzia dla najlepszej aktorki na 36. MFF w Berlinie za debiutancką rolę w filmie Czerwony pocałunek (1985) Véry Belmont. Zagrała w nim Nadię, młodą polską komunistkę, działającą aktywnie w Paryżu lat 50. Kreacja ta przyniosła aktorce również nominację do Cezara.
Wróżono jej wielką karierę, jednakże nie udało się jej spełnić tych oczekiwań. Wydana w 2005 autobiografia aktorki odbiła się szerokim echem, gdy ujawniła ona tam publicznie swoje zmagania z wirusem HIV. W 2003 przeszła również przeszczep serca.